# ناو کاسوگا
ناو کاسوگا (به انگلیسی: Japanese cruiser Kasuga) یک کشتی بود که طول آن ۱۰۸٫۸ متر (۳۵۶ فوت ۱۱ اینچ) بود. این کشتی در سال ۱۹۰۲ ساخته شد.